# 尚镇
尚镇（法語：Chaon）是法国卢瓦尔-谢尔省的一个市镇，属于罗莫朗坦朗特奈区（Romorantin-Lanthenay）拉莫特伯夫龙县（Lamotte-Beuvron）。该市镇总面积31.85平方公里，2009年时的人口为439人。

## 人口
尚镇人口变化图示